# Omomiłek pomarańczowy
Omomiłek pomarańczowy (Cantharis pallida) – gatunek chrząszcza z rodziny omomiłkowatych i podrodziny Cantharinae.

## Taksonomia
Gatunek opisany został w 1777 roku przez Johanna Augusta Ephraima Goezego.

## Morfologia
Chrząszcz o wydłużonym ciele, zwykle długości od 6 do 8,5 mm, ale na południu areału może osiągać większe rozmiary. Głowę ma w całości żółtopomarańczową lub żółtobrązową. Głaszczki szczękowe są żółte z czarną krawędzią wierzchołkową. Przedplecze ma wypukłą, ale nie półkolistą krawędź przednią oraz zaokrąglone kąty przednie i krawędzie boczne oraz zaokrąglone, ale wyraźnie zaznaczone kąty tylne. Ubarwienie przedplecza i tarczki również jest jednolicie żółtopomarańczowe. Pokrywy są jednolicie brązowożółte, porośnięte jasnym owłosieniem. Odnóża są żółtobrązowe lub żółtopomarańczowe, w przypadku środkowej i tylnej pary z zaciemnionymi lub czarnymi wierzchołkami ud oraz przynajmniej częściowo przyciemnionymi stopami. Pazurki wszystkich par mają pojedyncze wierzchołki. Genitalia samca odznaczają się szerokimi, trójkątnymi laterofizami oraz niewykraczającymi poza zarys tarczki grzbietowej paramerami. Sama tarczka grzbietowa jest tylko słabo obrzeżona, ma wierzchołek szerszy niż u omomiłka ruczajowego, w widoku bocznym silniej zakrzywiony.

## Ekologia i występowanie
Zamieszkuje tereny wilgotne, gdzie bytuje w zaroślach i na drzewach. Owady dorosłe występują od maja do lipca, a potem pojedynczo w sierpniu i wrześniu.
Gatunek palearktyczny. W Europie wykazany z Austrii, Belgii, Białorusi, Bułgarii, Czech, Danii, Hiszpanii, Estonii, Finlandii, Francji, Iralandii, byłej Jugosławii, Niemiec, Polski, całej europejskiej Rosji, Słowacji, Szwajcarii, Szwecji, Ukrainy, Węgier, Wielkiej Brytanii i Włoch. Ponadto gatunek zasiedla Syberię, Kaukaz, Mongolię i Koreę.
W Polsce gatunek rzadko spotykany.